# 加納輪中

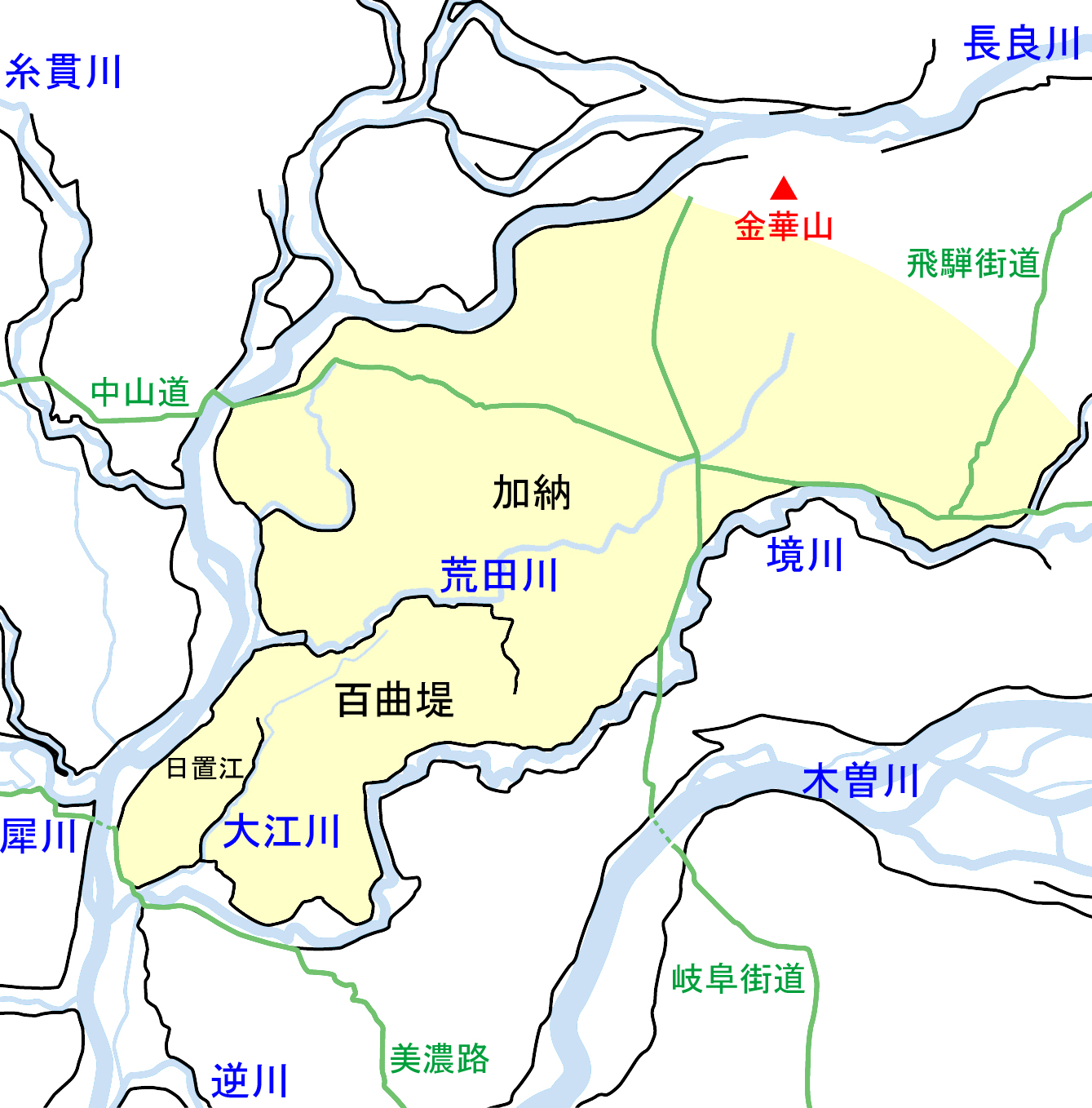
加納輪中の内郭輪中と周辺の河川の様子

加納輪中（かのうわじゅう）は、岐阜県南西部の木曽三川流域にあった輪中。

## 地理

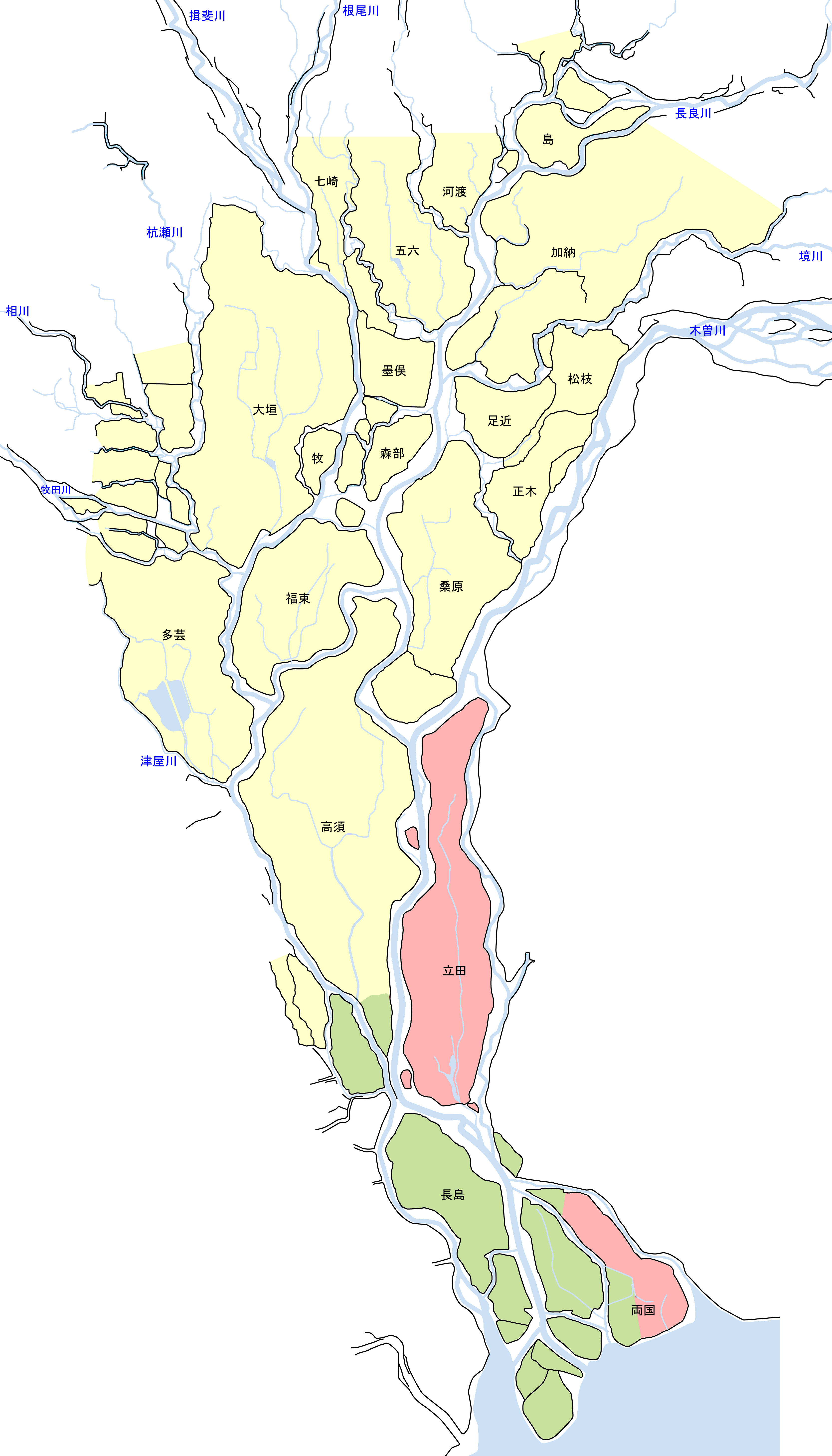
明治時代初期の輪中地帯の様子（黒字は主要な輪中名、水色線・青字は主要な河川、着色は黄が美濃国（岐阜県）・赤が尾張国（愛知県）・緑が伊勢国（三重県））

現在の岐阜市のうち、長良川と境川に挟まれた地域が相当する。長良川の扇状地に位置し、長良川・境川沿いには堤防が築かれていたが、金華山に面した北東部は高位部にあたるため堤防はなかった。なお、若松町より東の地域などは長良川左岸の堤防内に位置したが、加納輪中には含まれなかった。
扇状地の湧水を水源とする荒田川が輪中の中央部を東西に流れるが、加納輪中は南西側が低いため荒田川の南側には水の流入を防ぐための堤防が築かれている。狭義には荒田川を境として北側のみを「加納輪中」と呼び、南側は蛇行した荒田川（あるいはその堤防）の形状に因んで「百曲堤輪中（ひゃくまがりづつみわじゅう、百曲輪中・佐波輪中とも）」と呼んだ。荒田川の上流域である東鶉・茜部間には堤防が存在しないが、微高地であるため不要であったともされるが、一説には加納藩が洪水時の排水路として企図した可能性も考えられる。
百曲堤輪中の中央付近を大江川が流れるが、大江川に沿って西側には、東側からの水の流入を防ぐための除が築かれていた。この除と外郭輪中に囲まれた範囲は、加納輪中全体でも最低位部にあたり、この範囲のみを「日置江輪中（ひきえわじゅう）」と呼ぶ。なお、大江川は悪水を効率的に処理するために、境川を伏せ越ししてより下流側で長良川に排水していた。
また、地形的に考えた場合は荒田川・論田川などを境として、加納輪中を3つ、百曲堤輪中を2つに分割解釈する場合もある。

## 歴史
長良川および境川（古木曽川）の堤防は古くから存在したと考えられる。荒田川左岸の「百曲堤」は元和から寛永の頃に加納藩主・松平忠隆が築いたと伝えられるが、前述のとおり上流部の堤防が存在しないことから長らく紛争要因となっていた。
荒田川の上流と下流では別々の水防共同体が組織されていたが、1695年（元禄9年）の樋門構築を機に統一され、これをもって「加納輪中」の成立と考えられる。